# Ekaterina Guliyev

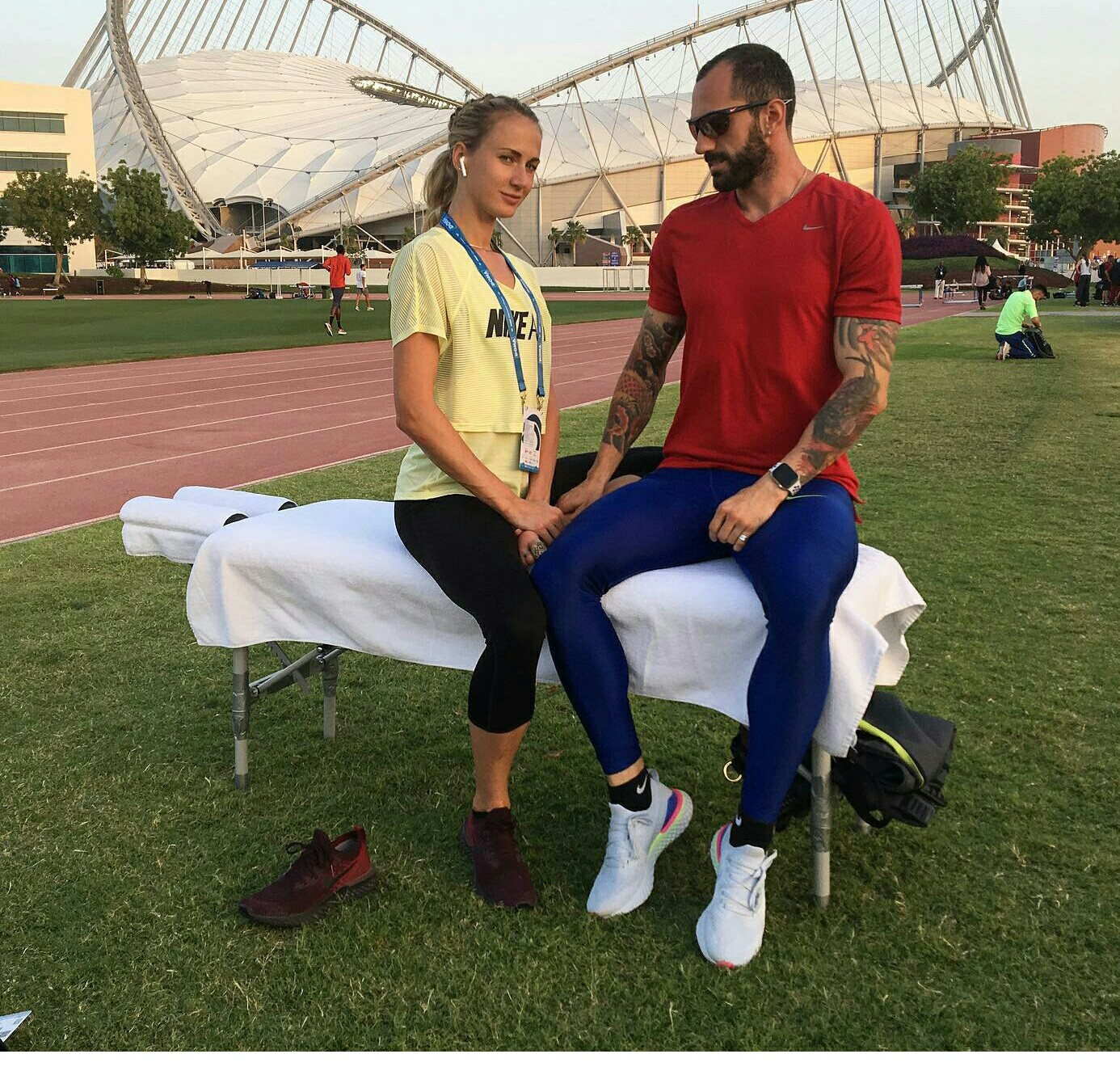
Ekaterina Guliyev und ihr Ehemann Ramil Guliyev im Jahr 2021

Ekaterina Guliyev (* 1. März 1991 in Arsamas als Jekaterina Iwanowna Sawjalowa; Екатерина Ивановна Завья́лова, zwischenzeitlich Jekaterina Poistogowa; russisch Екатерина Поистогова) ist eine türkische Leichtathletin russischer Herkunft, die sich auf den Mittelstreckenlauf spezialisiert hat und seit 2021 für die Türkei startberechtigt ist. Ihren größten Erfolg feierte sie mit dem Gewinn der Silbermedaille über 800 Meter bei den Olympischen Sommerspielen 2012 in London.

## Sportliche Laufbahn
Erste Erfahrungen bei internationalen Meisterschaften sammelte Ekaterina Guliyev im Jahr 2007, als sie bei den Jugendweltmeisterschaften in Ostrava mit 2:16,15 min im Halbfinale im 800-Meter-Lauf ausschied. Anschließend gewann sie beim Europäischen Olympischen Jugendfestival (EYOF) in Belgrad in 2:08,06 min die Bronzemedaille. Im Jahr darauf schied sie bei den Juniorenweltmeisterschaften in Bydgoszcz mit 2:10,07 min im Semifinale aus und 2009 gewann sie bei den Junioreneuropameisterschaften in Novi Sad in 2:04,59 min die Bronzemedaille über 800 Meter und gelangte im 1500-Meter-Lauf mit 4:24,64 min auf Rang zehn. 2010 belegte sie bei den Juniorenweltmeisterschaften im kanadischen Moncton in 2:05,56 min den achten Platz und 2012 nahm sie an den Olympischen Sommerspielen in London teil und gewann dort ursprünglich in 1:57,53 min im Finale die Bronzemedaille hinter ihrer Landsfrau Marija Sawinowa und Caster Semenya aus Südafrika. Sawinowa wurde die Goldmedaille nachträglich wegen Dopingverstößen abererkannt und Guliyev rückte auf den Silberrang vor. 2013 siegte sie in 1:59,39 min bei den Bislett Games in Oslo und im August erreichte sie bei den Weltmeisterschaften in Moskau das Finale und klassierte sich dort mit 1:58,05 min auf dem vierten Platz. Im Jahr darauf wurde sie bei der Athletissima in Lausanne in 1:58,79 min Zweite und anschließend gelangte sie bei den Europameisterschaften in Zürich mit 1:59,69 min auf Rang vier. 2015 gewann sie bei den Halleneuropameisterschaften in Prag ursprünglich die Silbermedaille, wurde aber im selben Jahr wegen eines Dopingverstoßes gesperrt und ihre Medaille wurde ihr wieder aberkannt.
Nach Ablauf ihrer Sperre und ihrer Hochzeit mit dem türkischen Sprinter Ramil Guliyev startet sie seit 2021 international für die Türkei und gewann 2022 in 2:02,38 min die Bronzemedaille bei den Balkan-Meisterschaften in Craiova hinter der Rumänin Claudia Bobocea und Anita Horvat aus Slowenien und gelangte mit der türkischen 4-mal-400-Meter-Staffel mit 3:42,42 min auf Rang vier. Anschließend startete sie bei den Mittelmeerspielen in Oran und siegte dort in 2:01,08 min über 800 Meter und gewann mit der Staffel in 3:43,13 min die Bronzemedaille hinter den Teams aus Italien und Slowenien. Daraufhin siegte sie bei den Islamic Solidarity Games in Konya in 2:02,28 min über 800 Meter und gewann in 4:16,41 min die Silbermedaille über 1500 Meter hinter der Bahrainerin Winfred Yavi. Zudem gewann sie mit der Staffel in 3:35,24 min die Silbermedaille hinter dem Team aus Bahrain. Kurz darauf gelangte sie bei den Europameisterschaften in München bis ins Halbfinale über 800 Meter und schied dort mit 2:01,32 min aus.
In den Jahren 2012 und 2018 wurde Guliyev russische Meisterin im 800-Meter-Lauf im Freien sowie 2019 in der Halle.

## Doping
In einer im Dezember 2014 von der ARD ausgestrahlten Sendung berichtete Hajo Seppelt über Dopingpraktiken in Russland. Danach untersuchte eine Kommission der Welt-Anti-Doping-Agentur (WADA) die Vorwürfe. In einem ARD-Video bekannte sich Poistogowa zum Gebrauch von Oxandrolon und EPO. Während der Halleneuropameisterschaften 2015 versuchte die WADA-Kommission Poistogowa zu den Vorwürfen zu befragen, sie beendete das Gespräch jedoch ohne Angaben von Gründen. Im November 2015 legte die Kommission ihren Bericht vor und empfahl, Poistogowa lebenslang zu sperren.
Im April 2017 wurden Poistova vom Internationalen Sportgerichtshof ab Suspendierungsbeginn im August 2015 für zwei Jahre gesperrt und ihre Resultate ab dem 21. Oktober 2014 bis zum August 2015 annulliert. Somit verlor sie auch ihre bei den Halleneuropameisterschaften 2015 erlaufene Silbermedaille. Im August 2018 teilte das Internationale Olympische Komitee mit, dass Poistogowa  nachträglich die Silbermedaille für ihren ursprünglich auf Platz 3 beendeten Lauf bei den Olympischen Spielen 2012 erhalten wird, nachdem ihrer Landsfrau Marija Sawinowa der Olympiasieg aberkannt wurde.

## Persönliche Bestzeiten
- 800 Meter: 1:57,53 min, 11. August 2012 in London
  - 800 Meter (Halle): 2:00,59 min, 14. Februar 2019 in Moskau
- 1500 Meter: 4:00,11 min, 17. Juni 2012 in Schukowski
  - 1500 Meter (Halle): 4:13,1 min, 13. Januar 2012 in Tscheljabinsk

## Persönliches
Sie ist mit dem türkischen Sprinter Ramil Guliyev verheiratet und hat mit ihm ein gemeinsames Kind.